# Lijst van directeurs-generaal op de Goudkust
Directeurs-generaal van het Fort Sint George op de Goudkust (Ghana) (1639- 1708)
- Nicolaes van Iperen - 1 okt 1631-17 juli 1639

- Arent Jacobsz Montfoort (Amersfoort) - 18 juli 1639-6 jan 1641 [op 15 juli 1638 wordt Van Amersfoort gewezene generaal te Guinea genoemd]

- Jacob Ruijghaver - 7 jan 1641-18 dec 1645

- Jacob van Well - 19 dec 1645-10 april 1650

- Hendrik Doedesz - 11 april 1650-13 juni 1650

prov. DG Arent Cock - 14 juni 1650-18 maart 1651
- Jacob Ruijghaver - 19 maart 1651-28 jan 1656

- Jan Valkenburg - eind jan 1656-19 mei 1659

- Jasper (Casper) van Heussen - 20 mei 1659-eind april 1662

- Dirck Wilre - 1 mei 1662-16 jan 1663

- Jan Valkenburg - 17 jan 1663-8 juli 1667

prov. DG Huijbrecht van Gageldonk - 9 juli 1667-19 jan 1668
- Dirck Wilre - 20 jan 1668-20 mei 1674

- Joan Root 21 mei 1674 - 22 aug 1675

- Heerman Abramsen - 23 aug 1675 - 6 maart 1679

- Daniel Verhouten - 7 maart 1679-13 juli 1682

- Thomas Ernsthuijsen - 14 juli 1682 - 28 juni 1684

- Nicolaas Sweerts - 29 juni 1684-13 jan 1690

- Joel Smits - 14 jan 1690-8 maart 1694

- Jan Staphorst - 9 maart 1694-24 mei 1696

- Jan van Sevenhuijsen - 25 mei 1696-16 mei 1702

- Willem de la Palma - 17 mei 1702-20 okt 1705

- Pieter Nuijts - 21 okt 1705-26 sept 1708